# تام کلنسی اسپلینتر سل: فردای پاندورا
اسپلینتر سل تام کلنسی: فردای پاندورا (به انگلیسی: Tom Clancy's Splinter Cell: Pandora Tomorrow) یک بازی ویدئویی در سبک مخفی‌کاری و عنوان دومین نسخه از مجموعه بازی‌های اسپلینتر سل است که توسط یوبی‌سافت تولید و انتشار یافته است. داستان این بازی توسط نویسنده آمریکایی تام کلنسی نوشته شده است.

## خلاصه داستان
در مارس ۲۰۰۶، ایالات متحده با استقرار نیروی نظامی در تیمور شرقی - کشوری که به تازگی استقلال یافته بود - اقدام به آموزش نیروهای نظامی این کشور کرد. چندین گروه شبه نظامی ضداستقلال اندونزیایی با تشکیل تیمور شرقی مخالفت کردند که یکی از آنها گروه "داره دان دوا" (به معنی "خون و دعا") به رهبری سوهادی سادونو بود. سادونو که قبلاً توسط سیا برای مبارزه با کمونیسم در منطقه آموزش دیده بود، از حمایت آمریکا از استقلال تیمور شرقی به خشم آمده بود.
پس از حمله به سفارت آمریکا در دیلی که منجر به اسارت تعدادی از پرسنل نظامی و دیپلماتیک آمریکا شد، واحد "ردیف سوم" سازمان امنیت ملی (NSA) وارد عمل شد. اروینگ لمبرت، مدیر ردیف سوم، به عامل خود سام فیشر اطلاع داد که دوست قدیمی او داگلاس شتلند - سرباز سابق و مالک فعلی یک شرکت نظامی خصوصی - در میان گروگان‌هاست.
فیشر با نفوذ به سفارت، از شتلند و اینگرید کارلتسون - مأمور سیا - می‌آموزد که سادونو با فرد ناشناسی به نام "پنگوئن وحشت‌زده" در پاریس همکاری می‌کند. این اطلاعات، فیشر را به سفر بعدی خود به پاریس هدایت می‌کند تا این ارتباط مرموز را بررسی کند.